# Tropolone
 (mars 2024).
Si vous disposez d'ouvrages ou d'articles de référence ou si vous connaissez des sites web de qualité traitant du thème abordé ici, merci de compléter l'article en donnant les références utiles à sa vérifiabilité et en les liant à la section « Notes et références ».
La tropolone est un dérivé de la tropone porteur d'un groupe hydroxyle. Il existe trois isomères de la tropolone :
- l'α-tropolone ou 1,2-tropolone, le plus stable des isomères, appelé par abus de langage « tropolone » ;
- la β-tropolone ou 1,3-tropolone ;
- la γ-tropolone ou 1,4-tropolone.

α-tropolone
β-tropolone
γ-tropolone